# Hilshire Village
Hilshire Village è un centro abitato degli Stati Uniti d'America situato nella contea di Harris dello Stato del Texas.
La popolazione era di 746 persone al censimento del 2010. La città è la più piccola delle comunità dei Memorial Villages in termini di superficie.

## Geografia fisica
Hilshire Village è situata a 29°47′25″N 95°29′17″W (29.790394, -95.488178).
Secondo lo United States Census Bureau, ha un'area totale di 0,3 miglia quadrate (0,78 km²).

## Società

### Evoluzione demografica
Secondo il censimento del 2000, c'erano 720 persone, 286 nuclei familiari e 227 famiglie residenti nella città. La densità di popolazione era di 2.661,0 persone per miglio quadrato (1.029,6/km²). C'erano 292 unità abitative a una densità media di 1.079,2 per miglio quadrato (417,6/km²). La composizione etnica della città era formata dal 93,89% di bianchi, lo 0,42% di afroamericani, lo 0,14% di nativi americani, il 3,33% di asiatici, lo 0,42% di altre razze, e l'1,81% di due o più etnie. Ispanici o latinos di qualunque razza erano il 4,17% della popolazione.
C'erano 286 nuclei familiari di cui il 33,6% aveva figli di età inferiore ai 18 anni, il 69,9% aveva coppie sposate conviventi, il 6,6% aveva un capofamiglia femmina senza marito, e il 20,3% erano non-famiglie. Il 17,1% di tutti i nuclei familiari erano individuali e l'11,9% aveva componenti con un'età di 65 anni o più che vivevano da soli. Il numero di componenti medio di un nucleo familiare era di 2,52 e quello di una famiglia era di 2,83.
La popolazione era composta dal 24,0% di persone sotto i 18 anni, il 2,1% di persone dai 18 ai 24 anni, il 21,9% di persone dai 25 ai 44 anni, il 34,3% di persone dai 45 ai 64 anni, e il 17,6% di persone di 65 anni o più. L'età media era di 46 anni. Per ogni 100 femmine c'erano 89,5 maschi. Per ogni 100 femmine dai 18 anni in giù, c'erano 86,7 maschi.
Il reddito medio di un nucleo familiare era di 117.252 dollari e quello di una famiglia era di 129.025 dollari. I maschi avevano un reddito medio di 90.402 dollari contro i 61.875 dollari delle femmine. Il reddito pro capite era di 66.620 dollari. Circa il 3,0% delle famiglie e il 2,5% della popolazione erano sotto la soglia di povertà, incluso il 4,1% di persone sotto i 18 anni e il 2,6% di persone di 65 anni o più.